# Prêmio Descartes
O Prêmio Descartes é um prêmio científico existente desde 2000.
Com este prêmio, designado em honra de René Descartes, a Comissão Europeia homenageia anualmente os mais bem sucedidos projetos de pesquisa transnacionais europeus. O prêmio é dotado com 1 milhão de euros, e dividido entre os ganhadores, não necessariamente em partes iguais.
| Ano  | Coordenador                    | Instituição | Projeto (tradução livre para português) |
| ---- | ------------------------------ | --- | --- |
| 2000 | Ian Smith                      | University of Birmingham | Química próximo ao zero absoluto |
| 2000 | Alan Lehmann                   | University of Sussex | The XPD gene: one gene, two functions, three diseases (pt) O gene XPD: um gene, duas funções, três doenças |
| 2000 | Dago de Leeuw                  | Philips | Plastic transistors operating at 50 kHz for low-end high-volume electronic circuits (pt) Transistores de plástico a operar a 50 kHz para circuitos eletrónicos de baixo-fim e alto-volume. |
| 2001 | Jan Balzarini e Eric de Clercq | Rega Institute | Development of novel drugs against human immunodeficiency virus (HIV) (pt) Desenvolvimento de novas drogas contra o vírus de imunodeficiência humana (VIH) |
| 2001 | Michael North                  | King's College de Londres | Development of new asymmetric catalysts for chemical manufacturing (pt) Desenvolvimento de novos catalizadores assimétricos para produção química |
| 2002 | Lars Fugger                    | Aarhus University Hospital | Towards new drugs for Multiple Sclerosis patients (pt) Rumo a novas drogas para pacientes com Esclerose Múltipla |
| 2002 | Edward Van den Heuvel          | Universidade de Amsterdã | The universe's biggest explosions since the Big Bang (pt) As maiores explosões do universo desde o Big Bang. |
| 2003 | Richard Friend                 | Universidade de Cambridge | Paving the way for roll-up screens and switch-on wallpaper (pt) Abrindo caminho para ecrãs enrolados e papel de parede ligáveis |
| 2003 | Veronique Dehant               | Royal Observatory of Belgium | Pinpoint positioning in a wobbly world (pt) Posicionamento preciso num mundo impreciso |
| 2004 | Howard Trevor Jacobs           | University of Tampere | MBAD - Mitochondrial Biogenesis, Ageing and Disease (pt) MBAD - Biogénese Mitocondrial, Envelhecimento e Doença |
| 2004 | Anders Karlsson                | Real Instituto de Tecnologia | IST-QuComm |
| 2005 |                                | EXCEL-Team für eine neue Klasse künstlicher Metamaterialien, so genannte linkshändige Materialien (LHM) oder Materialien mit negativem Brechungsindex       | |
| 2005 |                                | CECA-Team für Erkenntnisse über die Klima- und Umweltveränderung in der Arktis                                                                              | |
| 2005 |                                | PULSE-Team für den Einfluss der europäischen Pulsarwissenschaft auf die moderne Physik                                                                      | |
| 2005 |                                | ESS-Projekt (Europäische Sozialstudie) für Neuerungen bei länderübergreifenden Erhebungen                                                                   | |
| 2005 |                                | EURO-PID-Projekt für Forschungsarbeiten zu einer Gruppe von mehr als 130 seltenen, genetisch bedingten Krankheiten, den so genannten primären Immundefekten | |
| 2006 | Werner Hofmann                 | Max-Planck-Institut für Kernphysik | Sistema HESS |
| 2006 | Athanasios Konstandopoulos\|   | Verfahren zur Herstellung von Wasserstoff durch Wasserspaltung mittels Sonnenenergie                                                                        | |
| 2006 | Guido Kroemer\|                | APOPTOSIS-Projekt, descobrimento da Apoptose | |
| 2007 | Pascale Cossart                | Pasteur Institute | Projeto VIRLIS para a lua contra a Listeriose |
| 2007 | David Leigh                    | Universidade de Edimburgo | Projeto SYNNANOMOTORS para o desenvolvimento de nano motores sintéicos |
| 2007 | Hubertus Fischer               | Alfred Wegener Institute for Polar and Marine Research | Projekt EPICA (European Project for Ice Coring in Antarctica) für die Rekonstruktion der Klimageschichte auf Basis von bei Tiefenborungen in der Antarktis erhaltenen Eiskernen (pt) Projecto Europeu para Perfuração do Gelo na Antártida, para a reconstrução das mudanças climáticas com base em perfurações no gelo da Antártida. |